# 克萊爾 (愛荷華州)
克萊爾（英語：Clare）是一個位於美國愛荷華州韋伯斯特縣的城市。

## 地理
克萊爾的座標為42°35′16″N 94°20′37″W / 42.58778°N 94.34361°W，而該地的平均海拔高度為352米（即1155英尺）。

## 人口
根據2010年美國人口普查的數據，克萊爾的面積為1.32平方千米，當中陸地面積為1.32平方千米，而水域面積為0.00平方千米。當地共有人口146人，而人口密度為每平方千米110人。